# Epeus hawigalboguttatus
Epeus hawigalboguttatus är en spindelart som beskrevs av Barrion, Litsinger 1995. Epeus hawigalboguttatus ingår i släktet Epeus och familjen hoppspindlar. Inga underarter finns listade i Catalogue of Life.